# Jezuitský kostel (Innsbruck)
Jezuitský kostel  je římskokatolický kostel v Innsbrucku. Nachází se nedaleko Staré univerzity, východně od Starého Města. Je zasvěcený svaté Trojici.
Byl postaven na místě předchůdců v letech 1627–1646 Karlem Fontanerou a Christophem Gumppem mladším. Fasádní věže Friedricha Schachnera zaplatil v roce 1901 Johann von Sieberer. Kostel je považován za ranou barokní práci. Modely pro kupoly byly Il Gesù v Římě a nová budova katedrály v Salcburku. Typická je přísná struktura přední linie.
Od roku 1575 zde bylo uloženo tělo sv. Pirmina, který se také stal patronem města. Původně pochází z opatství Hornbach, jehož poslední opat Anton von Salm zachránil památku roku 1558 při zrušení kláštera. Poté byla relikvie převezena do Innsbrucku, kde je dnes v moderní schráně.
Varhany postavila v roce 1959 firma E. F. Walcker & Cie.. Dispozice pochází od Antona Heillera. Nástroj má 34 registrů. V rámci rekonstrukce v roce 2004 a v letech 2007–2008 byla dispozice mírně změněna.
Jedenáct členů knížecího rodu je pohřbeno v kryptě, včetně arcivévody Leopolda V., jeho manželky Claudie de Medici a jeho synů Ferdinanda Karla a Sigismunda Franze. Teolog Karl Rahner je zde také pohřben.